# Simon Goldhill
Simon Goldhill est un helléniste britannique né le 17 mars 1957. Il occupe une chaire de grec ancien à l’Université de Cambridge, où il enseigne la littérature et la culture grecque antique. Il est également enseignant-chercheur et directeur d’études en Lettres Classiques au King’s College de Cambridge. Depuis 2011, il dirige aussi le Centre de Recherches en Arts, Sciences Sociales, et Humanités (CRASSH) de l’université de Cambridge.

## Carrière
Simon Goldhill fait ses études à Cambridge, où il obtient son doctorat.
Il enseigne à partir de 1985 la culture et la littérature grecque classique à l’université de Princeton, à l’université de Chicago (1996-1997), ou encore à l'École des hautes études en sciences sociales (EHESS) de Paris, d’abord comme « Lecturer in Classics » puis comme « Reader of Greek Literature ».
De 2005 à 2011, il dirige comme professeur le centre de recherche du King’s College de l’université de Cambridge.
En 2009, Simon Golhill est élu enseignant-chercheur à la prestigieuse Académie américaine des Arts et des Sciences, en « Arts et Humanités ».
En 2010, alors qu’il détient déjà une chaire à l’université de Cambridge, il est également nommé Professeur John Harvard en Humanités et Sciences Sociales, un poste qui l’autorise à mener des recherches interdisciplinaires dans le cadre de problématiques modernes.
Cette chaire lui est utile lorsqu’il est nommé, en octobre 2011, à la tête du Centre de Recherches en Arts, Sciences Sociales, et Humanités (CRASSH), où il succède à Mary Jacobus, professeur émérite en langue anglaise. Ce centre, qui regroupe plus d’une quarantaine d’enseignants-chercheurs, conduit des recherches interdisciplinaires et multidisciplinaires : il finance des projets de recherche, organise des séries de conférence pour en exposer les fruits, et accueille chaque année plus de trois-cents événements, autour du thème de la recherche universitaire et des projets menés par ses membres.
En 2016, Simon Goldhill entre à l’Académie Britannique. Il siège également au CRASSH, et il est membre du conseil de direction du Consortium des Centres et Instituts des Humanités. Enfin, Simon Goldhill est le président de l'Institut des Hautes études européennes, réseau financé par l’Union Européenne.

## Recherches et publications
Simon Goldhill a conduit de nombreuses recherches universitaires sur la relation entre la Grèce antique et le monde moderne. Il est notamment le directeur d’un projet de recherche de cinq ans sur la relation entre l’Antiquité et la période victorienne, lequel aboutit à la publication du livre La Culture victorienne et l’Antiquité classique (2011). Cet ouvrage a remporté en 2012 le prix Robert Lowry Pattern de « la meilleure étude parmi les études littéraires britanniques sur le XIXe siècle ou sur la Restauration et le XVIIIe siècle ». D’autres ouvrages, fruits de ses travaux de recherche, ont reçu les honneurs de la communauté universitaire : Sophocle et le langage de la tragédie a ainsi reçu en 2013 le prix Runciman pour le meilleur livre sur un sujet grec, et Jérusalem, la cité du désir, a quant à lui décroché la médaille d’or d’Histoire des Éditeurs Indépendants en 2010.
Entre 2014 et 2015, Simon Goldhill a coordonné le projet de recherches « Topographie de la citoyenneté », qui avait pour objet la mise en évidence des disparités politiques et sociales du Moyen-Orient actuel. Depuis lors, il se consacre à un nouveau programme de recherche sur la Bible et l’Antiquité au XIXe siècle, lequel rassemble cinq autres professeurs-chercheurs du CRASSH, dont les travaux sont financés par le Conseil européen de la recherche.
Ses livres, traduits dans plus de dix langues, lui ont valu de se faire connaître bien au-delà des sphères universitaires britanniques et américaines.
Il est également connu dans le monde anglo-saxon pour ses fréquentes apparitions à la télévision ou à la radio, dans les émissions traitant de l’Antiquité grecque et de sa vision moderne et contemporaine.